# Józef Ławnik
Józef Ławnik (ur. 27 stycznia 1927 w Kolonii Janówek, zm. 6 grudnia 2019 w Świdniku, woj. lubelskie) – polski historyk, profesor nauk humanistycznych, oficer Milicji Obywatelskiej, działacz komunistyczny.

## Życiorys
W 1956 roku ukończył studia na Uniwersytecie Warszawskim. Doktoryzował się w 1965, natomiast stopień naukowy doktora habilitowanego uzyskał w 1976 roku na Uniwersytecie Marii Curie-Skłodowskiej w Lublinie. W 1988 otrzymał tytuł naukowy profesora nauk humanistycznych.
W drugiej połowie lat 40. był oskarżycielem publicznym z ramienia Komendy Miasta Milicji Obywatelskiej w sądzie grodzkim w Lublinie i słuchaczem szkoły oficerskiej MO w Słupsku. Od 1949 do 1952 był oficerem szkoleniowym w Komendzie Głównej Milicji w Warszawie. W latach 1956–1968 pracował jako nauczyciel historii w VI Liceum Ogólnokształcącym im. Tadeusza Reytana w Warszawie.
Od lat 70. związany był z Wyższą Szkołą Pedagogiczną w Kielcach, przekształconą następnie w Akademię Świętokrzyską. Od 1979 do 1981 roku kierował Zakładem Dydaktyki Historii, natomiast w latach 1981–1997 – Zakładem Historii Najnowszej. Dwukrotnie pełnił nadto funkcję dyrektora Instytutu Historii (1981–1984 i 1986–1988). W 1988 roku objął stanowisko profesora nadzwyczajnego, a w 1995 – profesora zwyczajnego.
Specjalizował się w historii II Rzeczypospolitej. W 1957 roku został członkiem Polskiego Towarzystwa Historycznego, natomiast w latach 1975–1990 należał do Lubelskiego Towarzystwa Naukowego. Odznaczony został m.in. Krzyżem Kawalerskim Orderu Odrodzenia Polski (1987), Złotym Krzyżem Zasługi (1979) i Odznaką 1000-lecia Państwa Polskiego.
Należał do Związku Walki Młodych, Polskiej Partii Robotniczej (1946–1948) i Polskiej Zjednoczonej Partii Robotniczej (1948–1990).
Zmarł 6 grudnia 2019. Został pochowany 10 grudnia 2019 w Mełgwi.

## Publikacje
- Położenie klasy robotniczej Warszawy w latach 1926–1929, Warszawa 1972
- Represje policyjne wobec ruchu robotniczego 1918–1939, Warszawa 1979
- Ruch zawodowy metalowców w Polsce. 1869–1939, Warszawa 1986
- Ruch strajkowy w Warszawie w latach 1918–1939, Kielce 1989
- Komunistyczna Partia Polski w woj. kieleckim 1918–1938. Liczebność, baza społeczna i zasięg wpływów, Kielce 1994
- Działalność Komunistycznej Partii Polski w województwie kieleckim w latach 1926–1938, Kielce 1994
- Polska Partia Socjalistyczna w województwie kieleckim w latach 1918–1939 w świetle materiałów administracji państwowej. Stan organizacyjny, Kielce 1996
- Działalność PPS w województwie kieleckim w latach 1918–1939, cz. 1, 1918–1930, Kielce 2003
- Działalność PPS w województwie kieleckim w latach 1918–1939, cz. 2, 1931–1939, Kielce 2003